# Oxira brunnescens
Oxira brunnescens là một loài bướm đêm trong họ Noctuidae.